# 费尔南多·比利亚维森西奥
费尔南多·阿尔西比亚德斯·比利亚维森西奥·巴伦西亚（西班牙語：Fernando Alcibiades Villavicencio Valencia，西班牙語發音：[feɾˈnando alsiˈβjaðes βiʝaβiˈsensjo βaˈlensja]；1963年10月11日—2023年8月9日），厄瓜多尔政治人物、工会成员、记者，2023年总统选举候选人，曾于2021年起担任国民代表大会议员，直至2023年5月17日议会宣告解散。
步入政坛前，比利亚维森西奥担任调查记者，专门报道厄瓜多尔国内的腐败及暴力问题。因经常公开批评前总统拉斐尔·科雷亚的政府，他曾遭到当局起诉，以至于要避走秘鲁。之后他遭监禁数月，至2018年2月厄瓜多尔政府撤销所有控罪才获释。
比利亚维森西奥2017年角逐国民议会议席失败，至2021年成功当选。2023年5月，他宣布参加同年举行的大选，竞逐总统职位。
2023年8月9日，在首都基多举行的政治集会结束后，比利亚维森西奥遭身份不明人士枪击，当场身亡。

## 早年经历
比利亚维森西奥出生在厄瓜多尔阿勞西，大学就读于哥伦比亚合作大学，主修新闻与传播。其妻名叫维罗妮卡·萨拉兹（Verónica Sarauz），是他在国民代表大会工作时认识的，婚后两人育有五个孩子。
大学毕业后，他于1995年联合创办了帕查库蒂克多民族团结运动党，1996年转投厄瓜多尔石油公司，初期担任公关，其后担任工会成员，1999年被哈米尔·马瓦德政府下令解雇。之后他利用公司支付的赔偿金，与兄弟开了一家披萨店。

## 记者生涯
比利亚维森西奥在瓜亞基爾的《环球报》开启记者生涯，担任调查记者，经常批判历届政府的问题，其中指控古斯塔沃·诺沃亚的政府存在腐败问题。由于报社的资金来源相对保守，他的大多数文章受到批评，其可信度遭到质疑。
2015年，比利亚维森西奥与国会议员辛西娅·维特里向维基解密发送秘密文件，证明厄瓜多尔当局安排一家意大利公司监视记者及政治对手，以及在厄瓜多尔大使馆庇护的朱利安·阿桑奇。《纽约时报》公开了一份2015年的聊天记录，证明阿桑奇和身边人已经接到相关文件，只不过还没有在维基解密上发出。

## 政治生涯

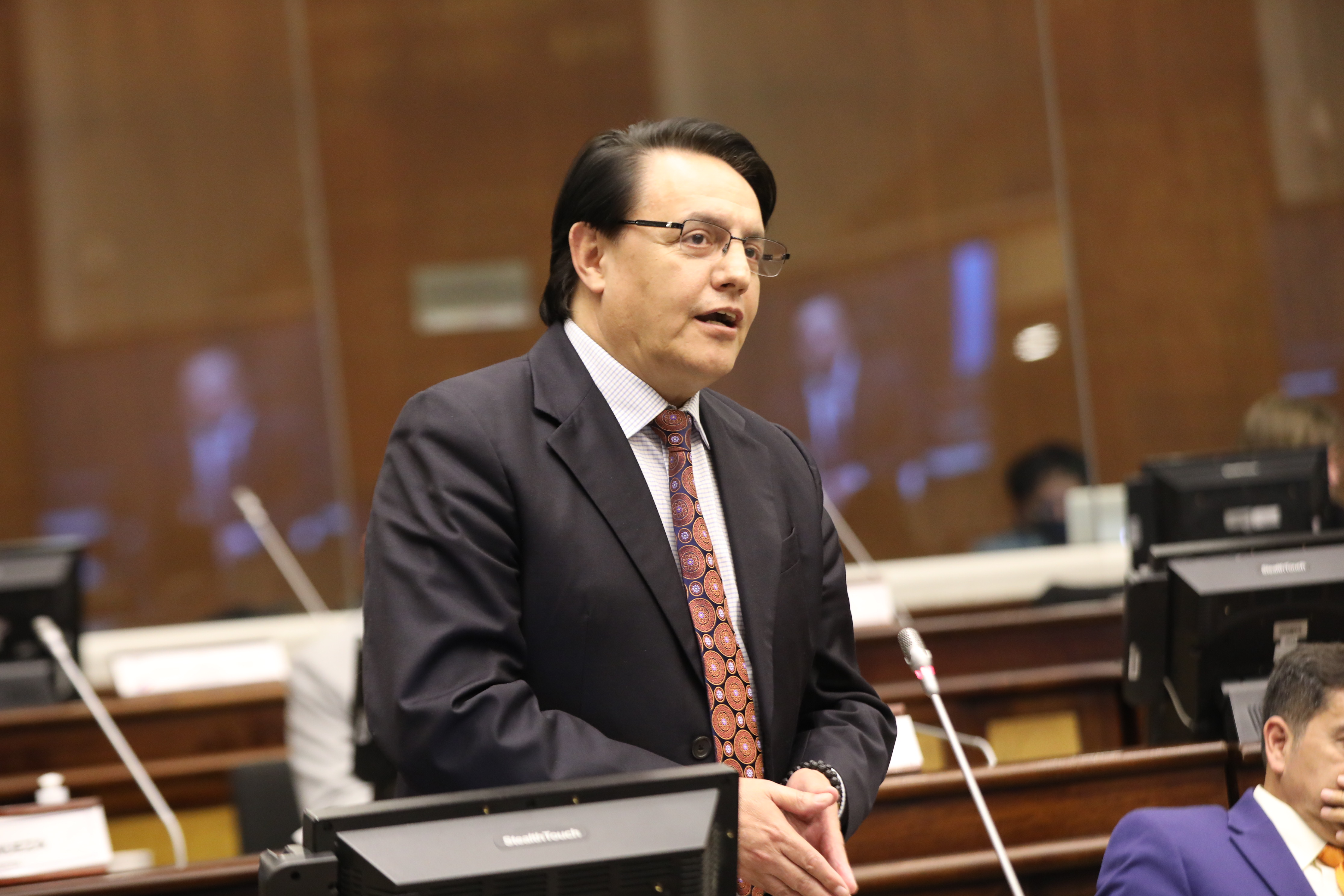
2022年4月，比利亚维森西奥在国会发表演说

2013年至2014年国会会期期间，比利亚维森西奥担任克莱弗·希门尼斯的助理。在此期间，希门尼斯和比利亚维森西奥指控总统拉斐尔·科雷亚在2010年9月警察叛乱期间下令武装部门攻占一家医院。比利亚维森西奥随后被科雷亚以诽谤罪起诉，结果遭判处18个月监禁。他随后前往美国华盛顿寻求美洲人权委员会协助，但当回到厄瓜多尔的时候，当局已经对他发出通缉令。他没有向当局自首，而是选择在亚马逊丛林躲避，直至刑期结束。
2017年大选前夕，比利亚维森西奥宣布角逐议会议席，但因存在法律指控，他的竞选活动被取缔。后来他的罪名被撤销，竞选活动得以继续，结果还是输掉选举。败选后，他又被科雷亚当局指控侮辱和间谍罪。他又逃到秘鲁，直至相关指控于2018年2月撤销。
2021年大选，比利亚维森西奥再度宣布参选，加入了诚信联盟（Honesty Alliance），最终拿下全国选区的议席。2022年9月，比利亚维森西奥称自己遭遇未遂暗杀，其在基多的住所遭枪击。
2023年5月，随着总统吉列尔莫·拉索下令解散国民大会，比利亚维森西奥的议员任期正式结束。议会解散前，多名议员批评比利亚维森西奥破坏弹劾总统拉索的程序。

### 竞选总统
议会解散后不久，比利亚维森西奥宣布参加同年举行的总统选举，重点关注与日俱增的腐败及暴力犯罪现象，以及环境保护问题。在竞选活动上，他称厄瓜多尔是“毒品国家”，与帮派有关的暴力犯罪高涨。
2023年6月，比利亚维森西奥宣布环保主义者安德丽娅·冈萨雷斯·纳德担任竞选搭档。7月10日，比利亚维森西奥-冈萨雷斯名单登记为选举名单，列入运动建设联盟，两天后获厄瓜多尔全国选举委员会批准。然而在6月16日，当局以提交信息不足驳回了比利亚维森西奥的参选资格，相关问题随后得到解决，他在四天后重新得到批准。根据7月9日发布的一项民意调查，比利亚维森西奥的支持率达10.23%，排名第四。到7月18日的民意调查，他的支持率达13.2%，排名升至第二，仅次于支持率达26.6%的前国会议员路易莎·冈萨雷斯。

## 遭遇暗杀
2023年8月9日下午18点20分，在基多北部安德森学院（Colegio Anderson）举行的竞选活动结束刚不久，准备乘车离开的比利亚维森西奥遭不明人士开枪爆头。犯案期间，枪手还扔出一枚手榴弹，不過没有引爆。比利亚维森西奥随后被送往附近的诊所，其后宣布死亡，得年59岁。另有9人在事件中受伤，包括一名警察。案发期间，比利亚维森西奥有人保护。枪手被当场击毙。
事件在大选还不到两周的时候发生。遇刺前一天，比利亚维森西奥向厄瓜多尔司法部递交了一份关于一家石油公司（未具名）的报告，报告细节内容未公开。《华盛顿邮报》指出案件是在帮派暴力不断升温的情况下发生的。比利亚维森西奥此前多次收到死亡威胁，其中一个是由錫納羅亞販毒集團在竞选期间发出的，最近期的一个则是在案发一周前。
总统拉索确认了比利亚维森西奥的死讯，承诺“罪犯不会逍遥法外”。拉索在卡龙德莱宫召集政府官员举行安全会议。总统候选人扬·托皮克要求以案件为契机打击暴力犯罪。其他总统候选人也向比利亚维森西奥的家人表示哀悼，谴责袭击行为。
计划在案发第二天抵达厄瓜多尔的美洲国家组织选举观察团发声明谴责事件，称与厄瓜多尔人民一样感到错愕和悲伤，呼吁当局对案件彻底和全面的调查。
比利亚维森西奥确认死亡后，案发视频在社交媒体上流传。视频显示比利亚维森西奥正进入座驾的时候，几声枪响传出，有目击者尖叫。案发当天，比利亚维森西奥所在党声称基多的办公室遭数名武装人员袭击。比利亚维森西奥的妻子维罗妮卡·萨拉兹（Verónica Sarauz）称安全团队不起作用。安德丽娅·冈萨雷斯称比利亚维森西奥家乡阿劳西的一条道路会改成他的名字，以作纪念。
案发当晚，犯罪组织“灰狼”（Los Lobos）在社交媒体发布一则视频，宣布对事件负责，但视频真实性受到质疑。
8月9日，六名哥伦比亚男子因与刺杀事件有关被逮捕，将会遭扣查一个月。至然而到了10月6日，六名嫌疑人在瓜亚基尔的滨海监狱遭到离奇杀害。比利亚维森西奥的公众追悼会于8月11日在基多展览中心举行，他的遗体次日安葬于基多北部的蒙泰奥利沃公墓。同日，比利亚维森西奥的竞选搭档安德丽娅宣布顶替他出任总统候选人。